# Baker (obszar niemunicypalny w Kalifornii)
Baker – obszar niemunicypalny w hrabstwie Kern w Kalifornii (Stany Zjednoczone), na wysokości 763 m.